# World Series of Poker 1984
Die World Series of Poker 1984 war die 15. Austragung der Poker-Weltmeisterschaft und fand vom 1. bis 19. Mai 1984 im Binion’s Horseshoe in Las Vegas statt.

## Turniere

### Turnierplan

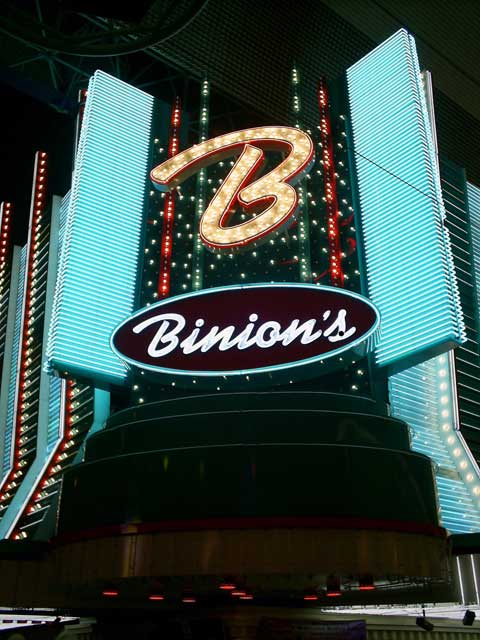
Das Binion’s Horseshoe in Las Vegas

Im Falle eines mehrfachen Braceletgewinners gibt die Zahl hinter dem Spielernamen an, das wievielte Bracelet in diesem Turnier gewonnen wurde.
| #  | Buy-in (in $) | Turnier                                          | Turnierbeginn | Teilnehmer | Sieger          | Herkunft           | Preisgeld (in $) |
| -- | ------------- | ------------------------------------------------ | ------------- | ---------- | --------------- | ------------------ | ---------------- |
| 1  | 01.000        | No-Limit Hold’em                                 | 1. Mai 1984   | 234        | Dick Albano     | Vereinigte Staaten | 117.000          |
| 2  | 01.500        | No-Limit Hold’em                                 | 2. Mai 1984   | 178        | Todd Baur       | Vereinigte Staaten | 133.500          |
| 3  | 01.000        | Pot-Limit Omaha (Rebuy)                          | 3. Mai 1984   | 108        | Bill Bennett    | Vereinigte Staaten | 084.000          |
| 4  | 01.000        | Limit Seven Card Stud Hi-Lo                      | 4. Mai 1984   | 120        | Norman Berliner | Vereinigte Staaten | 060.000          |
| 5  | 01.000        | Limit A-5 Lowball Draw                           | 5. Mai 1984   | 109        | Paul Fontaine   | Vereinigte Staaten | 054.500          |
| 6  | 01.000        | Limit Razz                                       | 6. Mai 1984   | 080        | Mike Hart       | Vereinigte Staaten | 040.000          |
| 7  | 05.000        | Limit Seven Card Stud                            | 7. Mai 1984   | 055        | Jack Keller     | Vereinigte Staaten | 137.500          |
| 8  | 01.000        | Casino Employees No-Limit Hold’em                | 8. Mai 1984   | 014        | Sandy Stupak    | Vereinigte Staaten | 014.000          |
| 9  | 01.000        | Limit Hold’em                                    | 9. Mai 1984   | 270        | Bobby Martinez  | Vereinigte Staaten | 135.000          |
| 10 | 01.000        | Limit Seven Card Stud                            | 10. Mai 1984  | 132        | Mike Schnieberg | Vereinigte Staaten | 066.000          |
| 11 | 10.000        | No-Limit 2-7 Draw Lowball                        | 11. Mai 1984  | 021        | Dewey Tomko (2) | Vereinigte Staaten | 105.000          |
| 12 | 05.000        | Pot-Limit Omaha (Rebuy)                          | 12. Mai 1984  | 022        | Dewey Tomko (3) | Vereinigte Staaten | 135.000          |
| 13 | 00.500        | Ladies Limit Seven Card Stud                     | 13. Mai 1984  | 062        | Karen Wolfson   | Vereinigte Staaten | 015.500          |
| 14 | 10.000        | No Limit Hold’em Main Event – World Championship | 14. Mai 1984  | 132        | Jack Keller (2) | Vereinigte Staaten | 660.000          |

### Main Event
Der Finaltisch wurde am 19. Mai 1984 ausgespielt. In der finalen Hand gewann Keller mit 10♥ 10♠ gegen Wolford mit 6♥ 4♥.
| Platz | Herkunft           | Spieler        | Preisgeld (in $) |
| ----- | ------------------ | -------------- | ---------------- |
| 1     | Vereinigte Staaten | Jack Keller    | 660.000          |
| 2     | Vereinigte Staaten | Byron Wolford  | 264.000          |
| 3     | Vereinigte Staaten | Jesse Alto     | 132.000          |
| 4     | Vereinigte Staaten | David Chew     | 066.000          |
| 5     | Vereinigte Staaten | Rick Hamil     | 066.000          |
| 6     | Vereinigte Staaten | Curtis Skinner | 052.800          |